# Cheumatopsyche explicanda
Cheumatopsyche explicanda är en nattsländeart som beskrevs av Statzner 1975. Cheumatopsyche explicanda ingår i släktet Cheumatopsyche och familjen ryssjenattsländor. Inga underarter finns listade i Catalogue of Life.